# Pedro Neschling
Pedro Henrique dos Santos Neschling (Rio de Janeiro, 28 de junho de 1982) é um ator, escritor, roteirista e diretor de cinema e teatro brasileiro. É filho da atriz Lucélia Santos e do maestro John Neschling.

## Biografia
Aos 18 anos de idade, Pedro Neschling recebeu o diagnóstico de deficiência auditiva, mas só passou a usar aparelho auditivo depois dos 30 anos.

## Carreira
Fez sua estreia profissional como roteirista e assistente de direção  do documentário Timor Lorosae - O Massacre Que o Mundo não Viu, dirigido por sua mãe Lucélia. Depois de escrever e dirigir dois curta-metragens, estreou como ator no teatro em 2001 em De Caso Com a Vida, adaptação para os palcos do filme Jeffrey, de Paul Rudnick, vivendo um bailarino gay HIV positivo.
Em 2003 estreou a comédia teatral Os Sem Vergonhas, e fez sua primeira participação na Rede Globo, no Sítio do Picapau Amarelo, como Percival, um dos cavaleiros da Távola Redonda. Em 2004 fez sua estreia como autor de teatro na peça Apenas uma Noite, texto baseado no filme Before Sunrise,  de Richard Linklater, e também participou de sua primeira novela, interpretando Dionísio Sardinha em Da Cor do Pecado, personagem que o tornou conhecido do grande público.
Em 2006 apresentou no Multishow, o programa Se Liga na Busca, que dá dicas profissionais para jovens que estejam entrando no mercado de trabalho. Em 2007 viveu o trambiqueiro Diogo na telenovela das seis Desejo Proibido. Em 2008 interpretou Pedro no especial de fim de ano da Globo Aline, que se tornaria uma série no ano seguinte.
Em 2012 escreveu, dirigiu e atuou na peça Como Nossos Pais, que conta a história de Luiz Eduardo, — interpretado por ele mesmo — que trabalha com o pai empresário mas, tem uma relação superficial com ele.
Estreou na literatura em 2015 com o livro Gigantes, publicado pela Editora Paralela (selo da Companhia das Letras). O romance conta a história do amadurecimento de cinco amigos ao longo de um década, do fim do colégio até os quase 30 anos. Em 2018 lançou seu segundo romance, Supernormal.
Em 2020 estreou como roteirista de uma telenovela em Salve-se Quem Puder de Daniel Ortiz. Em 2022 escreveu ao lado de Jovane Nunes e Victor Leal, o roteiro da adaptação da peça teatral Hermanoteu na Terra de Godah, para o Telecine Premium.
Retornou às novelas em 2024, após onze anos afastado do gênero, como Eriberto em Renascer, sócio de José Venâncio (Rodrigo Simas), que se interessa por Eliana (Sophie Charlotte).

## Vida pessoal
Entre 2001 e 2003 namorou a atriz Fernanda Souza. Em 2005 começou a namorar a cantora Luiza Possi, filha de Zizi Possi, com quem foi casado entre 2007 e 2009. Em 2010 começou a namorar a artista-plástica Vitória Frate, com quem foi casado daquele ano até 2020. O casal teve uma filha, Carolina, nascida em 18 de maio de 2017. Em 2023, casou-se no civil em uma cerimônia íntima com a chef de cozinha Nathalie Passos, com quem começou a se relacionar em 2020.
Neschling é praticante de jiu-jítsu, tendo conquistado três pódios, incluindo uma medalha de prata na categoria no-gi, no Campeonato Europeu da International Brazilian Jiu-Jitsu Federation [en], disputado em Roma.

## Filmografia

### Televisão

#### Como ator
| Ano     | Título                      | Personagem                              | Notas                                                                          | Ref.   |
| ------- | --------------------------- | --------------------------------------- | ------------------------------------------------------------------------------ | ------ |
| 2003    | Sítio do Picapau Amarelo    | Percival                                | Temporada 3, Episódios: "14–28"                                                |        |
| 2004    | Da Cor do Pecado            | Dionísio Sardinha                       |                                                                                | [ 2 ]  |
| 2004    | Linha Direta                | Maurício Garcez Henrique                | Episódio: "As Cartas de Chico Xavier"                                          | [ 17 ] |
| 2004    | Correndo Atrás              | Igor Pena                               | Especial de fim de ano                                                         | [ 18 ] |
| 2005    | A Lua Me Disse              | Murilo Queiroz Santos (Murilinho)       |                                                                                | [ 19 ] |
| 2006    | Clara e o Chuveiro do Tempo | Elvis Presley                           | Episódio: "1 de janeiro"                                                       |        |
| 2006    | Se Liga na Busca            | Apresentador                            |                                                                                | [ 3 ]  |
| 2006–07 | Páginas da Vida             | Rafael Salles Martins de Andrade        |                                                                                | [ 20 ] |
| 2007–08 | Desejo Proibido             | Diogo Boticário                         |                                                                                | [ 4 ]  |
| 2008    | Casos e Acasos              | Arthur                                  | Episódio: "O Concurso, o Vestido e a Paternidade"                              |        |
| 2008    | Casos e Acasos              | Alfredo                                 | Episódio: "A Garota, o Vestibular e os Ingressos"                              |        |
| 2008    | Casos e Acasos              | Ramon                                   | Episódio: "O Celular, a Viagem e o Dia Seguinte"                               |        |
| 2008    | Aline                       | Pedro                                   | Especial de fim de ano                                                         | [ 5 ]  |
| 2009–11 | Aline                       | Pedro                                   |                                                                                | [ 5 ]  |
| 2012    | As Brasileiras              | Maurício                                | Episódio: "A Reacionária do Pantanal"                                          | [ 21 ] |
| 2013–14 | Joia Rara                   | Arlindo Pacheco Leão Filho (Arlindinho) |                                                                                | [ 22 ] |
| 2014    | Só Garotas                  | Ele mesmo                               | Episódios: "Encontro Imprevisto" e "Preparativos para a Despedida de Solteira" |        |
| 2024    | Renascer                    | Eriberto Ramos                          |                                                                                | [ 11 ] |

#### Como autor
| Ano  | Título              | Cargo           | Ref.   |
| ---- | ------------------- | --------------- | ------ |
| 2016 | E aí... Comeu?      | Autor principal | [ 23 ] |
| 2020 | Salve-se Quem Puder | Colaborador     | [ 9 ]  |

### Cinema

#### Como ator
| Ano  | Título                                  | Personagem    | Ref.   |
| ---- | --------------------------------------- | ------------- | ------ |
| 2005 | Um Lobisomem na Amazônia                | Bruno         |        |
| 2009 | Flordelis: Basta uma Palavra para Mudar | Paulo Roberto |        |
| 2009 | Um Homem Qualquer                       | Igor          |        |
| 2012 | O Diário de Tati                        | Tom Duarte    |        |
| 2015 | Para Sempre Teu Caio F.                 | Caio F        | [ 24 ] |
| 2017 | Chocante                                | Rod Wilson    | [ 25 ] |

#### Como autor, produtor, roteirista, diretor e editor
| Ano  | Título                                         | Cargo                                  | Notas          | Ref.   |
| ---- | ---------------------------------------------- | -------------------------------------- | -------------- | ------ |
| 2001 | Timor Lorosae - O Massacre Que o Mundo não Viu | Roteirista e assistente de direção     |                |        |
| 2001 | Vou Zoar até Morrer                            | Produtor, roteirista, diretor e editor | Curta-metragem |        |
| 2002 | As Vozes da Verdade                            | Produtor, roteirista, diretor e editor | Curta-metragem |        |
| 2017 | Chocante                                       | Roteirista                             |                | [ 25 ] |
| 2022 | Hermanoteu na Terra de Godah: O Filme          | Roteirista                             |                | [ 10 ] |

## Teatro

### Como ator
| Ano     | Título                                              | Personagem      | Ref.   |
| ------- | --------------------------------------------------- | --------------- | ------ |
| 2001    | De Caso Com a Vida                                  | Dario           |        |
| 2003–08 | Os Sem Vergonhas                                    | Mangueira       |        |
| 2006    | O Livro Secreto - Uma Aventura no Clube Júlio Verne | Nicholas Dudley | [ 26 ] |
| 2007    | Trindade                                            | Emílio          | [ 27 ] |
| 2012    | Como Nossos Pais                                    | Luiz Eduardo    | [ 6 ]  |
| 2014    | A Estufa                                            | Lamb            | [ 28 ] |

### Como autor e diretor
| Ano  | Título                                                 | Cargo               | Ref.          |
| ---- | ------------------------------------------------------ | ------------------- | ------------- |
| 2004 | Apenas uma Noite                                       | Autor               |               |
| 2008 | A Forma das Coisas                                     | Diretor             |               |
| 2010 | Estragaram Todos os Meus Sonhos, seus Cães Miseráveis! | Diretor             |               |
| 2011 | Um Número                                              | Diretor             |               |
| 2011 | Alguém Acaba de Morrer Lá Fora                         | Diretor             |               |
| 2012 | Como Nossos Pais                                       | Autor e diretor     | [ 6 ]         |
| 2025 | Corte Fatal                                            | Direção e adaptação | [ 29 ] [ 30 ] |